# Phasia karczewskii
Phasia karczewskii là một loài ruồi trong họ Tachinidae.